# Alvarães (Viana do Castelo)
Alvarães es una freguesia portuguesa situada en el municipio de Viana do Castelo. Según el censo de 2021, tiene una población de 2462 habitantes.